# أنشوفة سائبة الحراشف
أنشوفة سائبة الحراشف (الاسم العلمي: Anchoa lyolepis) (بالإنجليزية: Shortfinger anchovy)‏ هي نوع من الأسماك تتبع جنس الأنشوفة من الفصيلة البلمية.